# آرثر لوميس هارمون
آرثر لوميس هارمون (بالإنجليزية: Arthur Loomis Harmon)‏ هو مهندس معماري أمريكي، ولد في 1878 في شيكاغو في الولايات المتحدة، وتوفي في 1958 في وايت بلينس في الولايات المتحدة.